# Рогениці (Свентокшиське воєводство)
Рогениці (пол. Rogienice) — село в Польщі, у гміні Влощова Влощовського повіту Свентокшиського воєводства.
Населення — 207 осіб (2011).
У 1975-1998 роках село належало до Келецького воєводства.

## Демографія
Демографічна структура на день 31 березня 2011 року:
|          | Загалом | Допрацездатний вік | Працездатний вік | Постпрацездатний вік |
| -------- | ------- | ------------------ | ---------------- | -------------------- |
| Чоловіки | 97      | 17                 | 69               | 11                   |
| Жінки    | 110     | 15                 | 61               | 34                   |
| Разом    | 207     | 32                 | 130              | 45                   |